# Hendrichovce
Hendrichovce jsou obec na Slovensku v okrese Prešov. Žije zde 261 obyvatel.
Obec vznikla v 13. století, první písemná zmínka o ní pochází z roku 1320, kdy je jmenována jako (villa) Herrici. V průběhu staletí je zaznamenána jako v roce 1330 jako Hedrychfalva, v roce 1773 Hedrichowcze, následně roku 1920 jako Hedrihovce či Henrihovce, až po současnou podobu Hendrichovce, která se poprvé objevuje v roce 1927. V roce 1787 zde stálo 32 domů se 193 obyvateli, v roce 1828 to bylo 22 domů se 175 obyvateli. Do začátku 19. století patřila obec rodině Hendiovců. Kromě zemědělství se její obyvatelé živili též příležitostným povoznictvím.

## Pamětihodnosti
Mezi hlavní místní památky patří:
- kostel svatého Štěpána – římskokatolický, z roku 1350[4]
- kaštel – na popud barona Šándora Ghillányho přebudován v roce 1832 z kúrie, jejich rodu patřil do roku 1945[5]

## Fotografie

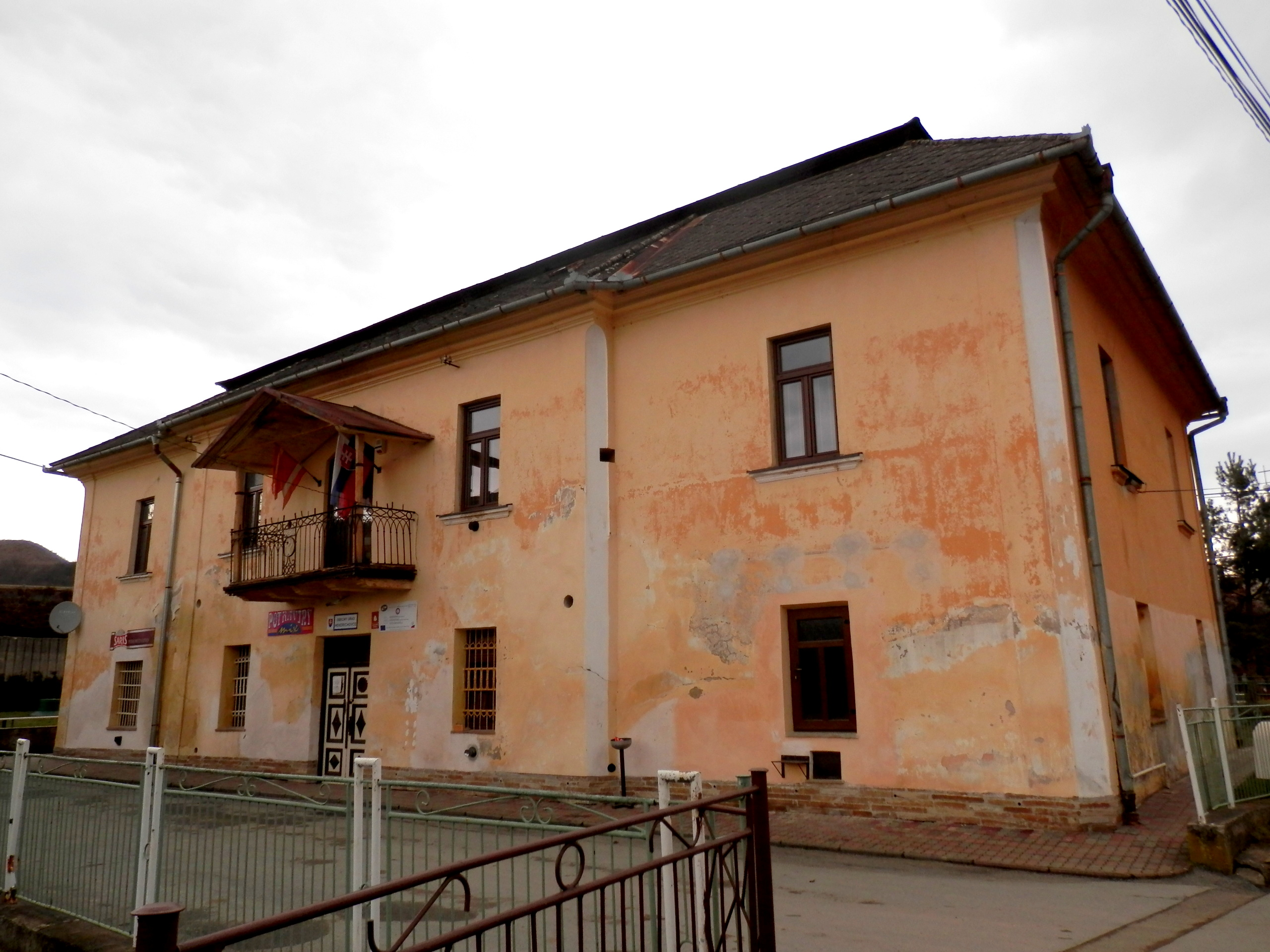
Kaštel
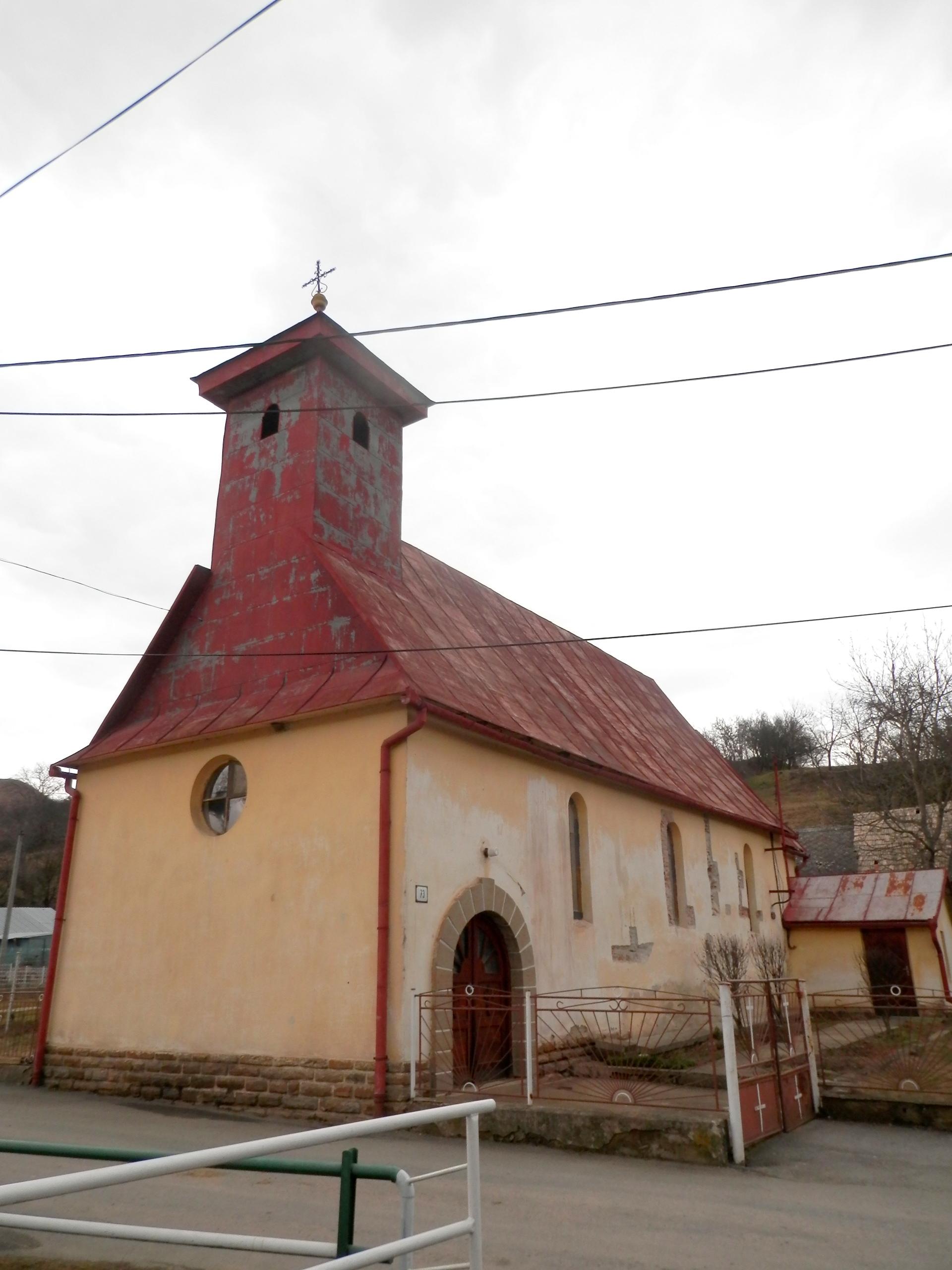
Kostel svatého Štěpána
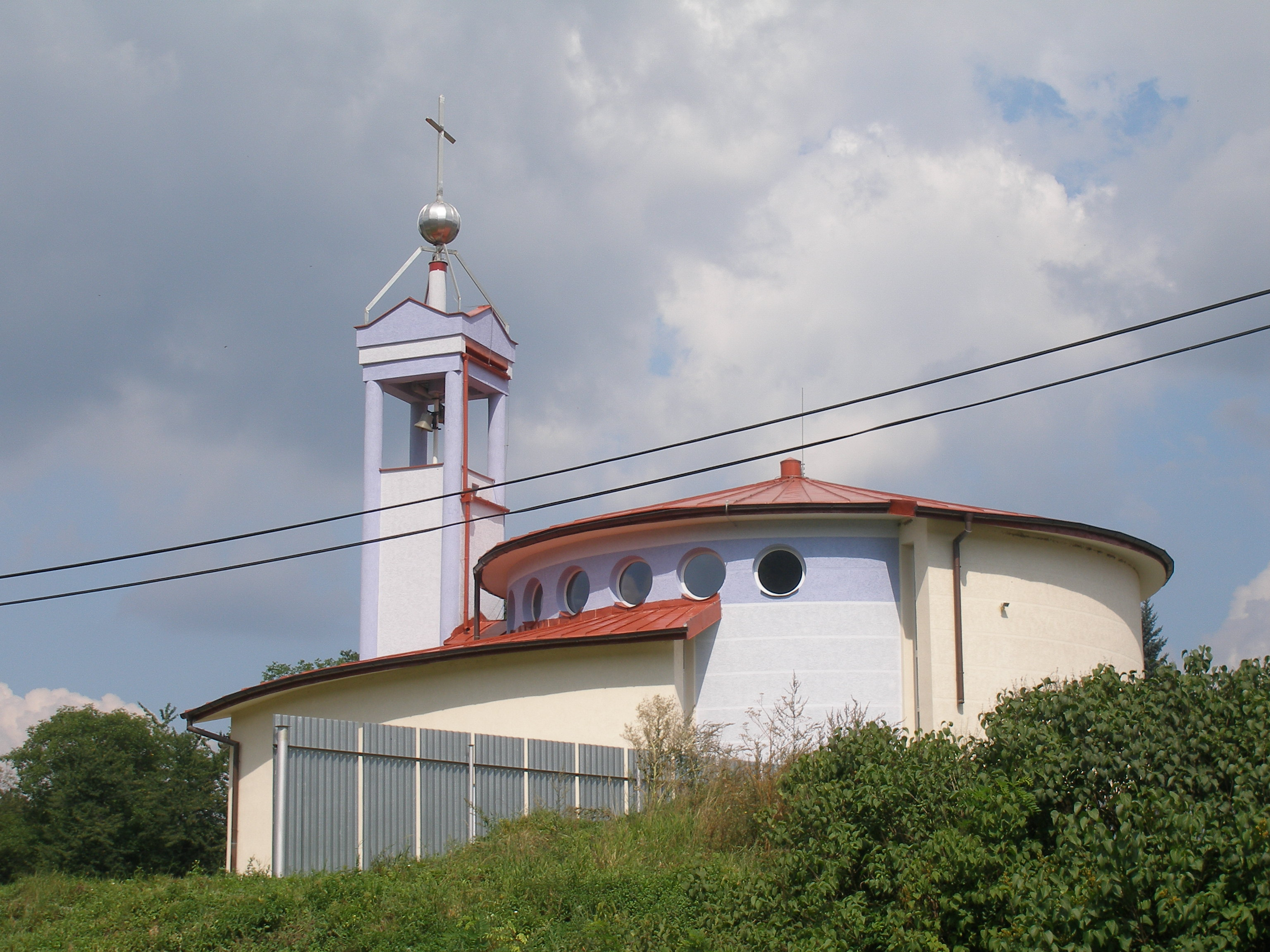
Kostel Panny Marie Růžencové